# Nagrody Saturn 2008
35. ceremonia rozdania nagród Saturna odbyła się 25 czerwca 2009 roku. 

## Nominacje filmowe

### Najlepszy film science fiction
- Iron Man
- Dzień, w którym zatrzymała się Ziemia
- Eagle Eye
- Incredible Hulk
- Indiana Jones i Królestwo Kryształowej Czaszki
- Jumper

### Najlepszy film fantasy
- Ciekawy przypadek Benjamina Buttona
- Hancock
- Kroniki Spiderwick
- Opowieści z Narnii: Książę Kaspian
- Wanted – Ścigani
- Zmierzch

### Najlepszy horror
- Hellboy: Złota armia
- Cierń
- Kwarantanna
- Mumia: Grobowiec cesarza smoka
- Nieznajomi
- Zdarzenie

### Najlepszy film akcji/przygodowy/thriller
- Mroczny Rycerz
- 007 Quantum of Solace
- Gran Torino
- Oszukana
- Walkiria
- Zdrajca

### Najlepszy aktor
- Robert Downey Jr. – Iron Man
- Brad Pitt – Ciekawy przypadek Benjamina Buttona
- Will Smith – Hancock
- Harrison Ford – Indiana Jones i Królestwo Kryształowej Czaszki
- Christian Bale – Mroczny Rycerz
- Tom Cruise – Walkiria

### Najlepsza aktorka
- Angelina Jolie – Oszukana
- Cate Blanchett – Ciekawy przypadek Benjamina Buttona
- Gwyneth Paltrow – Iron Man
- Julianne Moore – Miasto ślepców
- Maggie Gyllenhaal – Mroczny Rycerz
- Emily Mortimer – Transsiberian

### Najlepszy aktor drugoplanowy
- Heath Ledger – Mroczny Rycerz
- Shia LaBeouf – Indiana Jones i Królestwo Kryształowej Czaszki
- Jeff Bridges – Iron Man
- Aaron Eckhart – Mroczny Rycerz
- Woody Harrelson – Transsiberian
- Bill Nighy – Walkiria

### Najlepsza aktorka drugoplanowa
- Tilda Swinton – Ciekawy przypadek Benjamina Buttona
- Judi Dench – 007 Quantum of Solace
- Olga Kurylenko – 007 Quantum of Solace
- Joan Allen – Death Race: Wyścig śmierci
- Charlize Theron – Hanckock
- Carice van Houten – Walkiria

### Najlepszy młody aktor/aktorka
- Jaden Smith – Dzień, w którym zatrzymała się Ziemia
- Brandon Walters – Australia
- Freddie Highmore – Kroniki Spiderwick
- Catinca Untaru – Magia uczuć
- Lina Leandersson – Pozwól mi wejść
- Dev Patel – Slumdog. Milioner z ulicy

### Najlepszy reżyser
- Jon Favreau – Iron Man
- David Fincher – Ciekawy przypadek Benjamina Buttona
- Steven Spielberg – Indiana Jones i Królestwo Kryształowej Czaszki
- Christopher Nolan – Mroczny Rycerz
- Clint Eastwood – Oszukana
- Bryan Singer – Walkiria
- Andrew Stanton – WALL·E

### Najlepszy scenarzysta
- Christopher Nolan i Jonathan Nolan – Mroczny Rycerz
- Eric Roth – Ciekawy przypadek Benjamina Buttona
- John Kamps i David Koepp – Ghost Town
- Mark Fergus, Art Marcum, Matthew Hollaway i Hawk Ostby – Iron Man
- J. Michael Straczynski – Oszukana
- John Ajvide Lindqvist – Pozwól mi wejść

### Najlepsza muzyka
- Hans Zimmer i James Newton Howard – Mroczny Rycerz
- Alexandre Desplat – Ciekawy przypadek Benjamina Buttona
- Ramin Djawadi – Iron Man
- John Powell – Jumper
- Clint Eastwood – Oszukana
- John Ottman – Walkiria

### Najlepsze kostiumy
- Mary Zophres – Indiana Jones i Królestwo Kryształowej Czaszki
- Catherine Martin – Australia
- Lindy Hemming – Mroczny Rycerz
- Isis Mussenden – Opowieści z Narnii: Książę Kaspian
- Deborah Hopper – Oszukana
- Joanna Johnston – Walkiria

### Najlepsza charakteryzacja
- Ciekawy przypadek Benjamina Buttona
- Doomsday
- Hellboy: Złota armia
- Jaja w tropikach
- Mroczny Rycerz
- Opowieści z Narnii: Książę Kaspian

### Najlepsze efekty specjalne
- Mroczny Rycerz
- Ciekawy przypadek Benjamina Buttona
- Hellboy: Złota armia
- Indiana Jones i Królestwo Kryształowej Czaszki
- Iron Man
- Opowieści z Narnii: Książę Kaspian

### Najlepszy film międzynarodowy
- Pozwól mi wejść
- Angielska robota
- Najpierw strzelaj, potem zwiedzaj
- Slumdog. Milioner z ulicy
- Transsiberian
- Zakazane królestwo

### Najlepszy film animowany
- WALL·E
- Gwiezdne wojny: Wojny klonów
- Horton słyszy Ktosia
- Kung Fu Panda
- Madagaskar 2
- Piorun

## Nominacje telewizyjne

### Najlepszy serial telewizji ogólnokrajowej
- Zagubieni
- Fringe: Na granicy światów
- Herosi
- Life on Mars
- Nie z tego świata
- Terminator: Kroniki Sary Connor

### Najlepszy serial telewizji regionalnej
- Battlestar Galactica
- Czysta krew
- Dexter
- Gwiezdne wojny: Wojny klonów
- Podkomisarz Brenda Johnson
- Uczciwy przekręt

### Najlepszy program telewizyjny
- Bibliotekarz III: Klątwa kielicha Judasza
- 24 godziny: Wybawienie
- Andromeda znaczy śmierć
- Breaking Bad
- Jerycho
- Ostatni templariusz